# Pimkie

Logo

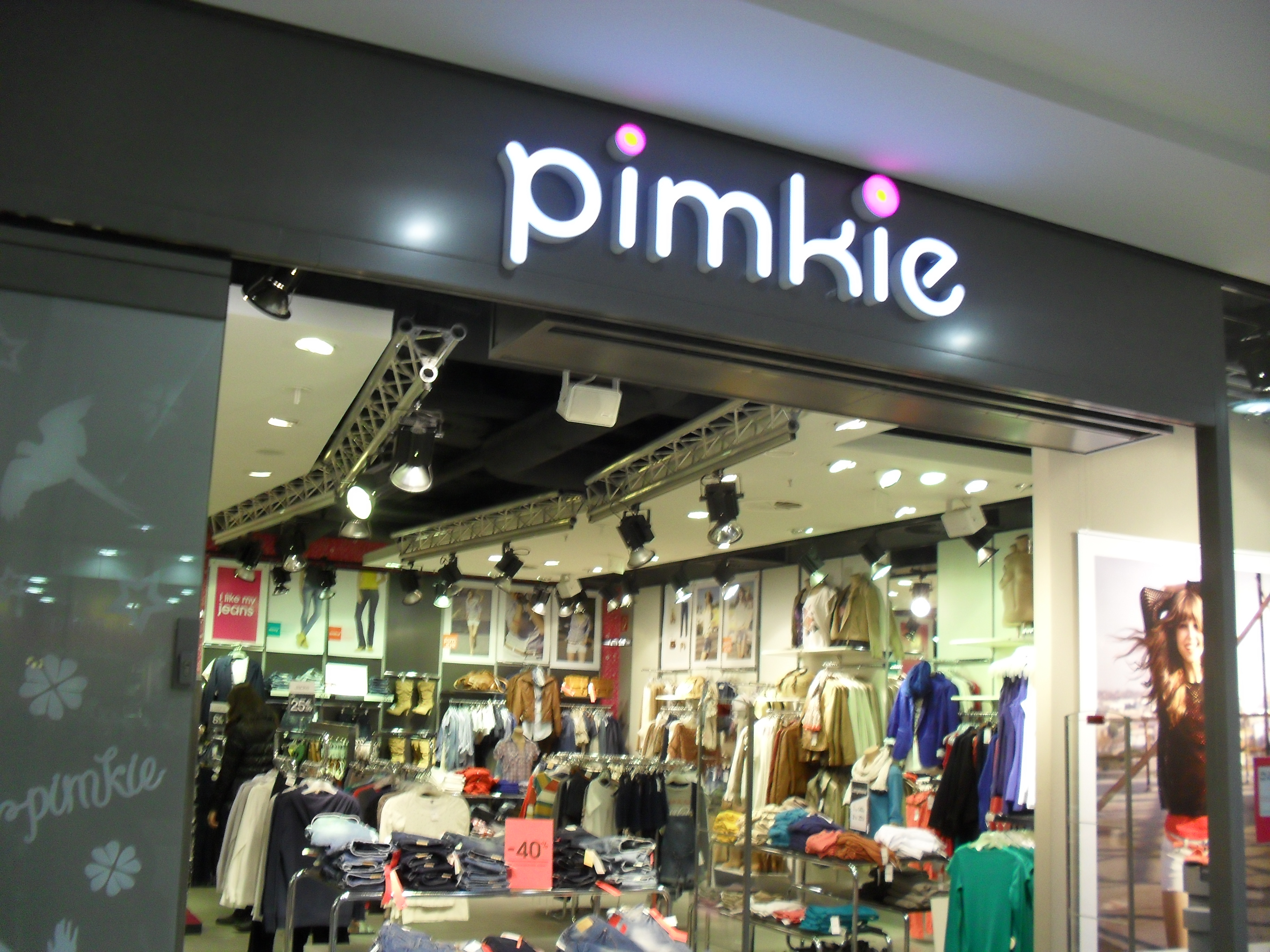
Laden mit Signet (2012)

Logo 2007

Pimkie ist eine Modemarke für jugendliche Damenoberbekleidung, die seit 2023 der Holding Pimkinvest gehört. Sie ist mit eigenen Läden in Frankreich sowie über Franchising in vielen Ländern Europas mit Geschäften vertreten.

## Geschichte
Pimkie wurde 1971 von Gérard Mulliez in Villeneuve-d’Ascq bei Lille in Nordfrankreich gegründet. Seit 1972 ist Pimkie mit eigenen Läden vertreten, zunächst in Frankreich, dann in anderen Ländern Europas.
Bis 2006 gelang es der Kette, bei Umsatz und Gewinn zu wachsen. Nach 2007 geriet Pimkie in die roten Zahlen, wurde von Verbrauchern eher als „billig“ eingestuft. Danach kam es zu Personalabbau und Schließung von Läden sowie zu einer Zentralisierung in Lille und zu Streiks. Seitdem ist Pimkie wieder auf Wachstumskurs.
Das Unternehmen erzielt nur geringen Umsatz im Internet. Erst 2010 wurde eine viersprachige Website freigeschaltet.
Im Mai 2022 kündete die Mulliez-Holding an, Pimkie zu verkaufen. Die Unternehmen Lee Cooper France, Kindy und İbişler Tekstil übernahmen Pimkie in einer Holding namens Pimkinvest zum 22. Februar 2023. Präsident wurde der Kindy-Inhaber Salih Halassi, die Geschäftsleitung übernahm Sandrine Lilienfeld. Im Juli schied sie aus dem Amt aus. Pimkinvest kündigte an, 65 Geschäfte zu schließen und 257 Stellen abzubauen. Halassi wurde im Oktober neuer CEO, unterstützt von Elodie Chelle. Zu diesem Zeitpunkt gab es 426 Pimkie-Läden in Europa, davon 302 in Frankreich. Im November kündigte das franchisenehmende Unternehmen in Spanien an, alle 19 Pimkie-Läden zu schließen.

## Deutschland
Das Unternehmen expandierte 1988 auf den deutschen Markt. Das Unternehmen konzentriert sich auf Mode für junge Frauen um die 20 Jahre. Pimkie betrieb 2010 156 Läden von 200 bis 250 Quadratmetern in Innenstadtbestlagen und Einkaufszentren in Deutschland und beschäftigte etwa 1500 Mitarbeiter. Die Ausrichtung auf Jugendliche wurde Ende 2009 korrigiert. Seit Anfang 2010 gibt es ein neues Logo und ein neues Ladendesign. Das Unternehmen setzt sich von deutschen Discountermärkten wie KiK, Takko und Woolworth ab und verkauft im Preissegment von 10 bis 100 Euro.
Im badischen Willstätt befinden sich die Deutschland-Zentralen der Mulliez-Firmen Pimkie, aber auch der Schwesterfirmen Orsay und Xanaka; dort sind die Framode GmbH und die PMD GmbH registriert. 2020 – bei 75 Filialen, gut 350 Mitarbeitern und knapp 50 Millionen Jahresumsatz im Jahr 2019 – beantragte die Framode GmbH ein Schutzschirmverfahren für die deutschen Pimkie-Läden. Zum 31. März 2021 wurde das Insolvenzverfahren aufgehoben, in dem 35 Filialen geschlossen und 50 Stellen abgebaut wurden.

## Österreich
Am 2. Februar 2021 meldete die österreichische Tochtergesellschaft mit 13 Filialen und 76 Angestellten Insolvenz an. Eine Weiterführung wird nicht angestrebt.